# Statuia ecvestră a lui Ștefan cel Mare de la Podul Înalt

Statuia ecvestră a lui Ștefan cel Mare de la Podul Înalt

Statuia ecvestră a lui Ștefan cel Mare de la Podul Înalt este un monument de bronz sculptat de Mircea Ștefănescu și dezvelit în anul 1975 pe teritoriul satului Băcăoani (comuna Muntenii de Jos, județul Vaslui). Ansamblul statuar este situat pe DN24, în partea de sud a satului Băcăoani, la circa 300 m de localitate.
Statuia ecvestră a domnitorului Ștefan cel Mare a fost inclusă pe Lista monumentelor istorice din anul 2015 din județul Vaslui la numărul 430, având codul de clasificare  VS-IV-m-B-06903. 

## Istoric

### Bătălia de la Podul Înalt

Statuia ecvestră a lui Ștefan cel Mare de la Podul Înalt

La 10 ianuarie 1475, într-o zonă mlăștinoasă aflată în pădurile din preajma târgului Vaslui a avut loc o luptă între o puternică oaste otomană și o oaste moldovenească condusă de Ștefan cel Mare, luptă rămasă în istorie ca Bătălia de la Podul Înalt. Locul bătăliei se află pe teritoriul satului Băcăoani din sudul orașului Vaslui, în valea râului Bârlad. Ca urmare a topirii zăpezilor, întreaga luncă a Bârladului era plină de băltoace, transformând locul bătăliei într-o mocirlă. În plus, în acea zi a fost o ceață densă, care a micșorat mult vizibilitatea pe câmpul de luptă. Terenul și vremea au constituit avantaje pentru Ștefan cel Mare care i-a învins pe otomani. 
Evenimentul respectiv este povestit de cronicarul Grigore Ureche în "Letopisețul țărâi Moldovei, de când s-au descălecat țara și de cursul anilor și de viiața domnilor carea scrie de la Dragoș vodă până la Aron vodă" astfel: 
"Într-acéia vréme, Mehmet împăratul turcescu armândŭ 120.000 de oastea sa și oastea tătărască și muntenească, să margă cu Radul vodă, au trimis asupra lui Ștefan vodă. Iară Ștefan vodă avându oastea sa, 40.000 și 2.000 de léși ce-i venise într-ajutoriu cu Buciațschii de la craiul Cazimir și 5.000 de unguri, ce-i dobândise de la Mateiașu craiul ungurescu, le-au ieșit înaintea turcilor din sus de Vasluiu, la Podul Înalt, pre carii i-au biruitu Ștefan vodă, nu așa cu vitejiia, cum cu meșteșugul. Că întăi au fostu învățatu de au pârjolitu iarba pretitindinea, de au slăbitu caii turcilor cei gingași. Décii ajutorindu putérea cea dumnezeiască, cum să vrea tocmi voia lui Dumnezeu cu a oamenilor, așa i-au coprinsu pre turci negura, de nu să vedea unul cu altul. Și Ștefan vodă tocmisă puțini oameni preste lunca Bârladului, ca să-i amăgească cu buciune și cu trâmbițe, dându semnu de războiu, atuncea oastea turcească întorcându-să la glasul buciunelor și împiedicându-i și apa și lunca și negura acopierindu-lu-i, tăindu lunca și sfărămându, ca să treacă la glasul bucinilor.
Iară dindărăt Ștefan vodă cu oastea tocmită i-au lovitu gioi, ghenarie 10 dzile, unde nici era loc de a-și tocmirea oastea, nici de a să îndrepta, ci așa ei în de sine tăindu-să, mulți pieiră, mulți prinși de pedestrime au fost. Ce și pre aceia, pre toți i-au tăiatu, unde apoi mâgle de cei morți au strânsu și mulți pași și sangeați au pierit. Și pre ficiorul lui Isac pașa, după ce l-au prinsu viu, l-au slobozit. Și pușcile le-au dobânditu și steaguri mai mult de o sută au luat." 
De asemenea, bătălia este menționată și în Letopisețul anonim al Moldovei, dar se precizează că a avut loc la Vaslui.

### Statuia ecvestră a lui Ștefan cel Mare

Statuia ecvestră a lui Ștefan cel Mare de la Podul Înalt

Statuia ecvestră a domnitorului Ștefan cel Mare a fost realizată de sculptorul Mircea Ștefănescu, căruia i s-a decernat Premiul Academiei Române "Ion Andreescu" în anul 1975 pentru acest monument. Monumentul a fost amplasat pe un deal de lângă satul Băcăoani (comuna Muntenii de Jos), locul bătăliei de la Podul Înalt. Statuia a fost dezvelită la 25 octombrie 1975 cu prilejul aniversării a 500 de ani de la victoria de la Podul Înalt - Vaslui (la 10 ianuarie 1475) a oștilor moldovene conduse de Ștefan cel Mare împotriva oștilor turcești. 
Pe fațada principală a soclului statuii se află următoarea inscripție în relief, cu litere din bronz: "Ștefan cel Mare, Domn al Moldovei, 1457-1504".
Înainte de Revoluția din decembrie 1989, la statuia lui Ștefan cel Mare de la Podul Înalt se organizau numeroase excursii școlare și tot aici se desfășurau festivitățile de trecere în rândul pionierilor a celor mai buni școlari la învățătură din județul Vaslui. 
În perioada 2003-2005, firma Rutier Construct din Huși a efectuat lucrări de reparații curente a ansamblului statuar de la Podul Înalt. S-a reparat calea de acces (s-au refăcut 27 de scări, cu mozaic), s-a reparat cabina de pază a agenților comunitari și s-a construit un grup sanitar cu gresie și faianță. Cheltuielile s-au ridicat la 835 milioane de lei vechi. În presă, s-a vehiculat ideea că aceste cheltuieli au fost supravaluate. 
La 4 iunie 2004, în fața statuii a fost amplasată o făclie arzătoare, alimentată cu gaz metan. Aceasta a fost aprinsă de prim-ministrul Adrian Năstase. Pe făclie a fost așezată o placă metalică cu următoarea inscripție:
"La 500 de ani de la pășirea în odihnă veșnică a marelui nostru voievod Ștefan, săvârșit-am această faptă de luminare a veșniciei sale, întru aducere aminte a gloriei, credinței și mărinimiei pe care ne-a lăsat-o el astăzi.
Marea flacără de mîndrie și recunoștință ce pornește din toate inimile noastre se înalță biruitoare deasupra întregii țări, pentru a lumina mereu întreaga biserică a conștiinței neamului românesc, așa cum candela nestinsă de la Putna își boltește flacăra într-o desăvârșită pace pe cerul românimii.
GAZ EST Vaslui România 4 iunie 2004" 

## Statuia
Statuia ecvestră a lui Ștefan cel Mare de la Podul Înalt este construită din bronz și are o înălțime de 6,90 m și o greutate de 19 tone. Ea este așezată pe un soclu înalt de 8 metri.
De o parte și de alta a scărilor care duc la monument se află câte un basorelief de bronz cu scene simbolice din activitatea domnitorului moldovean. Într-unul din basoreliefuri este prezentată o scenă în care voievodul primește solia turcilor, iar în celălalt este o scenă în care Ștefan se află în mijlocul oamenilor de rând. Cele două basoreliefuri sunt realizate de sculptorul ieșean Iftimie Bârleanu. 